# Benayes
Benayes – miejscowość i gmina we Francji, w regionie Nowa Akwitania, w departamencie Corrèze.
Według danych na rok 1990 gminę zamieszkiwało 310 osób, a gęstość zaludnienia wynosiła 13 osób/km² (wśród 747 gmin Limousin Benayes plasuje się na 349. miejscu pod względem liczby ludności, natomiast pod względem powierzchni na miejscu 267.).

## Populacja

Populacja Benayes w latach 1962–2008